# Wolfang Galindo
Wolfang Dagoberto Galindo Díaz (Cúcuta, 16 de octubre de 1975-Bogotá, 14 de julio de 2021) fue un actor colombiano que se caracterizó por su versatilidad en los personajes que realizó para diferentes compañías y empresas en Latinoamérica. Era conocido por haber dado su voz a personajes como Kenji Narukami en Ryukendo, Ken Robbins en Kaleido Star, Meteoro en Speed Racer X, Elliot Grant en Mew Mew Power entre otros. Dobló a actores como Giovanni Ribisi, Josh Hartnett, Brandon Routh, Jeremy Sisto, Chris O'Donnell y Jet Li.
Falleció el 14 de julio de 2021 a los 45 años por complicaciones respiratorias del COVID-19.

## Filmografía

### Teatro
- El tiempo de la trompeta, en Teatro Capital, como Luis Fernando Mosquera.
- El libro olvidado, en Ringlete Artes Escénicas, como Pedro Poveda.
- El Cristo de espaldas, en El Tulipán Negro, como Alfonso Ávila.
- Génesis, en Teatro Agora.

### Televisión
- La dama de Troya, en Fox Telecolombia.
- Chica Vampiro, en RCN Televisión.
- El man es Germán, en RCN Televisión.
- El último matrimonio feliz, en RCN Televisión.
- Sofía dame tiempo, en Caracol Televisión.
- Padres e hijos (serie de televisión), en Colombiana de Televisión.
- La mujer del presidente, en Caracol Televisión.

### Voz comercial y radio
- Avena Alpina
- Banco AV Villas
- Haceb
- Kokoriko
- Banco Popular
- Petrobras
- Axe Conviction
- Rosetex
- Deprisa
- Colombia es Pasión
- Feria del Hogar
- Roletto
- Caracol Social
- WOM Colombia
- Trasteos Cedritos
- Cirugía Endoscópica
- Colmédica
- Maggie
- Ecotours
- Innova
- PlayStation
- Aguas de Cartagena
- Poker
- Soho
- Los Valientes de David (fundación)
- Elmec (de Panamá).

## Doblaje

### Animé
- Meteoro en Speed Racer X
- Arthur en Idaten Jump
- Ken Robbins en Kaleido Star
- Dukeham en Kiba
- Kevin Mask en Ultimate Muscle: The Kinnikuman Legacy
- Nobunaga-Pokkle en Hunter x Hunter
- Zigsix en Yu-Gi-Oh! 5D's
- Gonji (Leni Milchstrasse) en Sakura Wars
- Doll Isamu en Super Doll Licca Chan.
- Reisui (Daigoro Okuma) en Rurouni Kenshin
- Elliot Grant en Mew Mew Power
- Tunnel Rat en G.I. Joe: Sigma 6
- Nick en Zentrix
- Adriano Donati en Inazuma Eleven Ares

### Series animadas
- Ben Talak (Omniquod) en Monster Allergy
- Naginata en Shuriken School
- Salem Saberhagen en Sabrina: Secretos de la Brujita
- Huckleberry (1º Voz) en Rosita Fresita
- Lok Lambert en Huntik
- Rick en Polly Pocket
- Spin en RollBots
- Thran en Galactik Football
- Sherwood & Zonka en Angelo Rules
- Flynt & Kaboom en Trollz
- Naginata en Shuriken School
- Prince Danieli, Xerun en Las aventuras de Alicia y sus amigos
- Príncipe Encantada (ep. Cuento de Hadas) en Space Goofs

### Series de televisión
- Kenji Narukami (Ryukendo) en Ryukendo
- Jack en Ciencia Traviesa
- Duke Crocker (Eric Balfour) en Haven.
- Jimmy (Tyler Labine) en Secundaria a Bordo.
- Johh Ridd (Richard Coyle) en Lorna Doone.
- Jamie (Henry Thomas) en Masters of Horror: Chocolate

### Películas
- Jason Brown (Chris O'Donnell) en Cookie's Fortune
- Abott Fahai (Jet Li) en The Sorcerer and the White Snake.
- Erik Kernan (Josh Hartnett) en El último asalto
- Julio César (Jeremy Sisto) en Julio César
- Sam Baum (Josh Gad) en Ella me ama
- Angelo Donnini (Giovanni Ribisi) en Love's Brother.
- Scott Teller (Brandon Routh) en Triángulo de cuatro
- Aron Akerman (John Sloan) en The Triangle
- Guigliani (Andy Garcia) en Lakeboat.
- Brad Cohen (Jimmy Wolk) en Front of the class
- Weinberg en Un destino compartido

#### Películas animadas
- Berto en Max Steel: Bio Crisis
- Berto en Max Steel vs La Legión Tóxica
- Berto en Max Steel vs La Amenaza Mutante
- Super Eddy en Inspector Gadget: la venganza de Garra

### Documentales
- Michael Jackson en Viviendo con Michael Jackson
- Narrador de Peces monstruosos, en National Geographic
- Narrador de Océanos, en National Geographic